# جاكوب إيتاليانو
جاكوب إيتاليانو (بالإنجليزية: Jacob Italiano) (30 يوليو 2001 - ) هو لاعب كرة قدم أسترالي في مركز الهجوم.

## روابط خارجية
- جاكوب إيتاليانو على موقع قاعدة بيانات كرة القدم.إي يو (الإنجليزية)
- جاكوب إيتاليانو على موقع Soccerway.com (الإنجليزية)
- جاكوب إيتاليانو على موقع عالم كرة القدم.نت (الإنجليزية)